# ستموت في العشرين (فلم)
ستموت في العشرين (بالإنجليزية: You Will Die At 20) هو فيلم دراما سوداني إنتاج عام 2019. من إخراج المخرج أمجد أبو العلا العلاء. وهو الفيلم الروائي الطويل الأول منذ 20 عام في السودان. عرض للجمهور العالمي في الدورة الـ 76 لمهرجان البندقية السينمائي الدولي، وحاز جائزة المهرجان (أسد المستقبل) لأفضل عمل أول. كما عرض في الدورة الثالثة لمهرجان الجونة السينمائي، وحصل على جائزة نجمة الجونة الذهبية لمسابقة الأفلام الروائية الطويلة. وحصل على جائزة التانيت الذهبي في مهرجان أيام قرطاج السينمائية نوفمبر 2019. أخذ الفيلم عن مجموعة قصصية للكاتب السوداني حمور زيادة النوم عند قدمي الجبل، وشارك في الكتابة فيه بالإضافة للمخرج الكاتب الإماراتي يوسف إبراهيم. جرى تصوير الفيلم في منطقة الجزيرة جنوب العاصمة السودانية الخرطوم، وهو من بطولة مصطفى شحاتة وإسلام مبارك، بثينة خالد، طلال عفيفي، بونا خالد ، مازن أحمد،و محمد أحمد الشاعر، ومحمود ميسرة السراج.  الفيلم إنتاج شركتي «ترانزيت فيلمز» وفيلم كلينك وشركات أخرى، وبتمويل مشترك من السودان ومصر وألمانيا والنرويج وفرنسا.

## القصة
يحكي الفيلم قصة (مزمل) شاب ولد في قرية سودانية تنتشر فيها الأفكار الصوفية، وتصله نبوءة أنه سيموت عندما يبلغ 20 عام. يقضي (مزمل) أيامه في قلق وترقب وخلال ذلك يلتقي مع مصور سينمائي متقدم في العمر، ثم تتابع أحداث الفيلم.

## مجريات التصوير والعرض
بدأ تصوير الفيلم في سبتمبر 2018 بولاية الجزيرة جنوب مدينة الخرطوم، وصرح مخرج الفيلم أن العمل عليه قد استغرق 3 سنوات. وحين بدأ التصوير تزامن ذلك مع اندلاع الثورة في السودان، فتوقف صناع الفيلم للمشاركة فيها، ثم استأنفوا العمل. وأثناء عرض الفيلم في مهرجان البندقية، لم يتمكن أبطاله من حضور العرض أو التكريم لرفض السفارة الإيطالية منحهم تأشيرات دخول البلد، على الرغم من حصولهم على دعوة رسمية مسبقة. وبررت السفارة ذلك بتأخرهم لتقديم طلب التأشيرات.

## أبطال الفيلم
- بونا خالد
- إسلام مبارك
- مصطفى شحاتة
- محمد أحمد الشاعر

## وصلات خارجية
- صفحة الفيلم على قاعدة بيانات الأفلام على الإنترنت.